# Xysticus gortanii
Xysticus gortanii is een spinnensoort uit de familie van de krabspinnen (Thomisidae).
De wetenschappelijke naam van de soort werd in 1922 gepubliceerd door Lodovico di Caporiacco.